# 耶律老古
耶律老古（？—？）字撒懒，辽国武将。

## 经历
其母亲是淳钦皇后述律平的姐姐。耶律老古自幼在宫掖中长大，成年后，沉毅有勇略，在耶律阿保机帐下效力。辽国建立后，屡有战功。耶律剌葛叛乱时，欲乘官军不备偷袭，于是诈降。耶律阿保机打算收编他们就命耶律老古、耶律欲稳加强号令，使士卒加强防御防止他们叛变。逆党知道政府军有防备，受惊而逃。耶律老古因功授右皮室详稳，典宿卫。
辽太祖侵燕、赵，在云碧店遭遇后唐军队，耶律老古恃勇轻敌，与后唐军先锋交战，打了很长时间，多处负伤，回到军营后去世。太祖表示深切哀悼，将其列为佐命功臣之一。